# Umtiza
Umtiza là một chi đơn loài trong họ Đậu, gồm 1 loài Umtiza listeriana. Nó là loài đặc hữu của Nam Phi.